# Кейзер, Питер де
Питер де Кейзер (нидерл. Pieter de Keyser; 1595, Амстердам, Республика Соединённых провинций — 15 сентября 1676, Амстердам) — нидерландский архитектор и скульптор, сыгравший важную роль в формировании оригинального стиля нидерландской архитектуры этапа позднего «ренессанс-маньеризма» амстердамской школы. Работал главным образом в Амстердаме, завершал многие постройки своего отца Хендрика де Кейзера после его смерти в 1621 году.

## Биография
Питер де Кейзер был членом большой художественной семьи: сыном известного амстердамского архитектора Хендрика де Кейзера, братом архитектора Виллема де Кейзера (1603—после 1680), скульптора Хендрика де Кейзера II (Младшего; 1613—1665) и живописца Томаса де Кейзера (ок. 1596—1667).
Питер родился и умер в Амстердаме, столице Голландии. Отец поручил ему наблюдать за строительством дома Huis Bartolotti на канале Херенграхт в Амстердаме (ок. 1617). После смерти отца в 1621 году Питер сменил его в должности главного каменщика Амстердама и руководил завершением строительства церквей Вестеркерк (Западная церковь, 1620—1631) и Нордеркерк (Северная церковь), а также дома Хуис-мет-де-Хофден на канале Кейзерсграхт. Кроме того, он завершил два других незаконченных проекта своего отца: надгробный монумент Вильгельма Молчаливого для «Новой церкви» (Nieuwe Kerk) в Делфте (1614—1623) и статую Эразма Роттердамского в Роттердаме (1618—1622).
Де Кейзер проектировал и руководил строительством «Скучного зала» (Staalstraat, 1641) в Амстердаме, а также галереи и школы для мальчиков городского приюта (Burgerweeshuis), ныне здание Амстердамского музея. Его работы в области скульптуры включают мавзолей флотоводца Пита Хайна в Ауде-Керк (Старой церкви) в Делфте, мавзолей штатгальтера Уильяма Людовика Нассау-Дилленбургского в Леувардене, мавзолей Адриана Пау в реформатской церкви в Хемстеде и надгробие шведского военачальника Эрика Соопа в соборе Скара, Швеция. Он также с 1654 года успешно торговал мрамором, гранитом и другими строительными материалами.
Питер де Кейзер был трижды женат: на Магдалене Гинс (1623), Магдалене Джейкобс (1625) и Катарине Бегин (или Багийн, 1639).

## Галерея

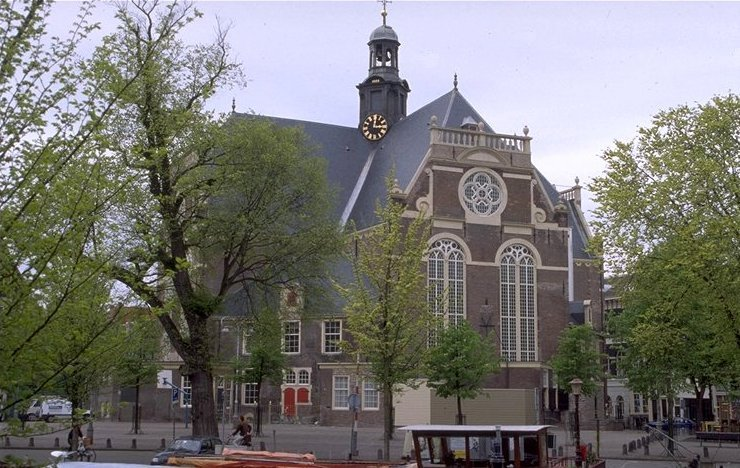
Нордеркерк. Амстердам. Завершение постройки после 1621 г.
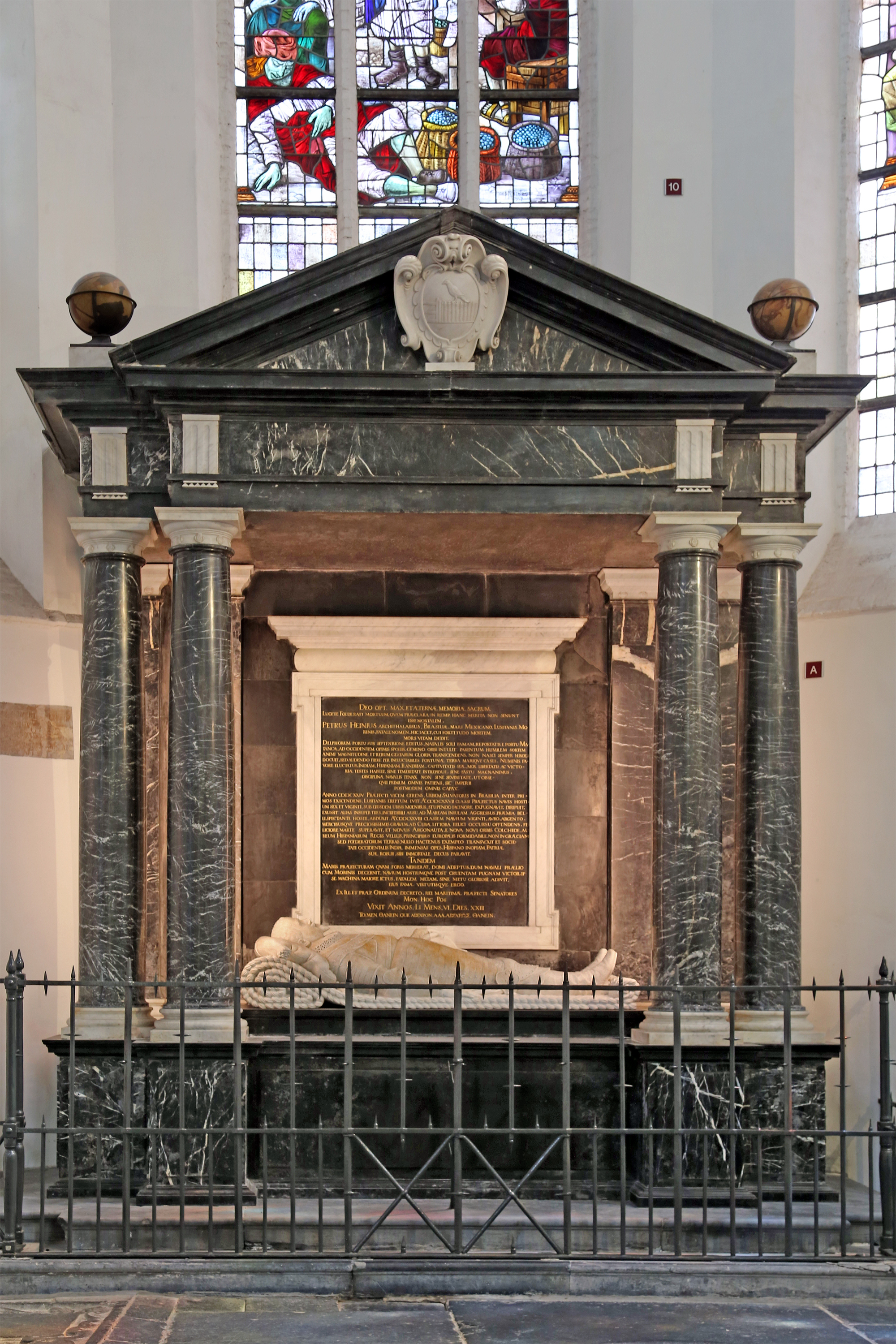
Монумент Питу Питерсену в Ауде-Керк (Старой церкви) в Делфте
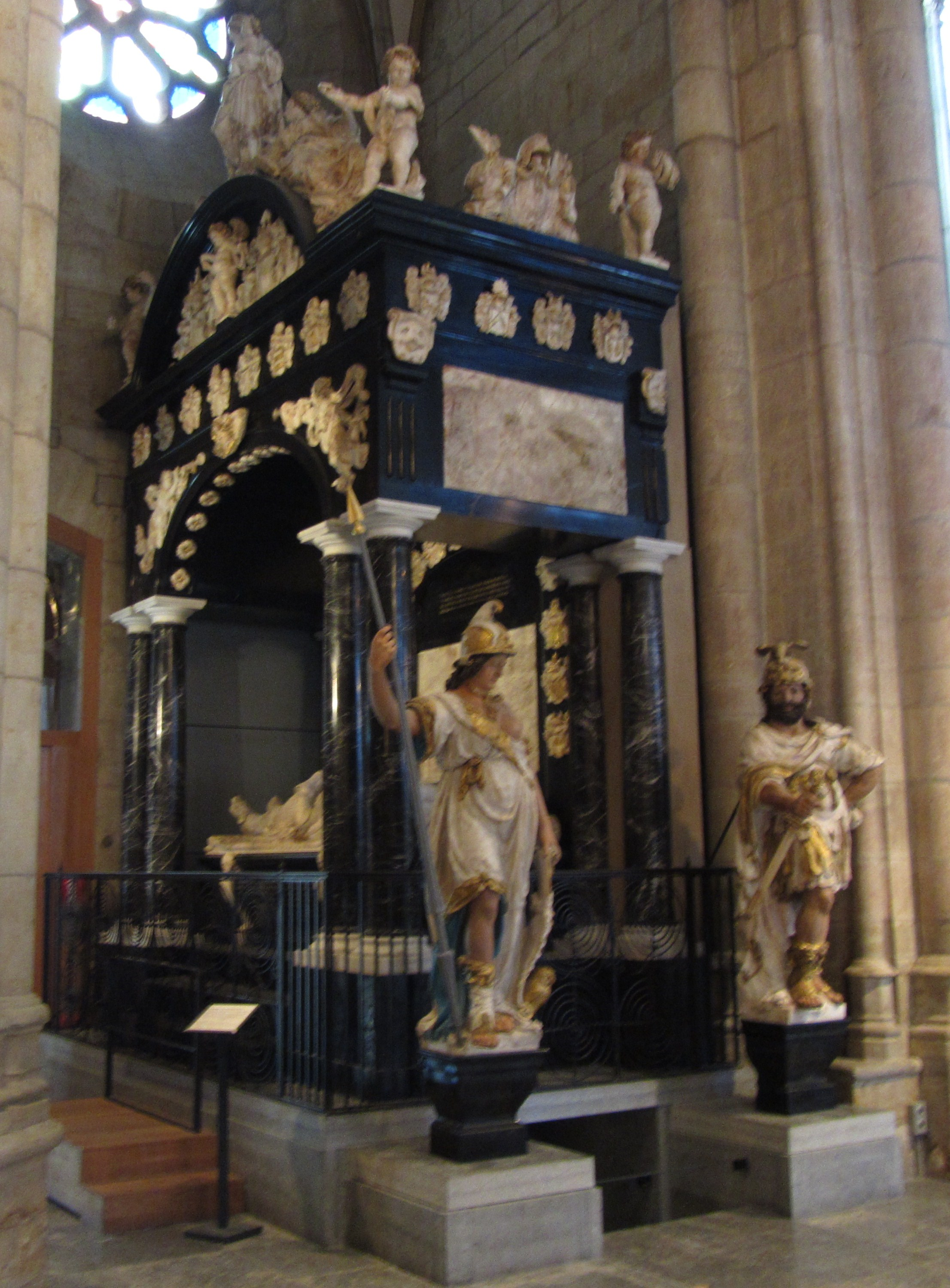
Надгробие Эрику Соопу в соборе Скара, Швеция
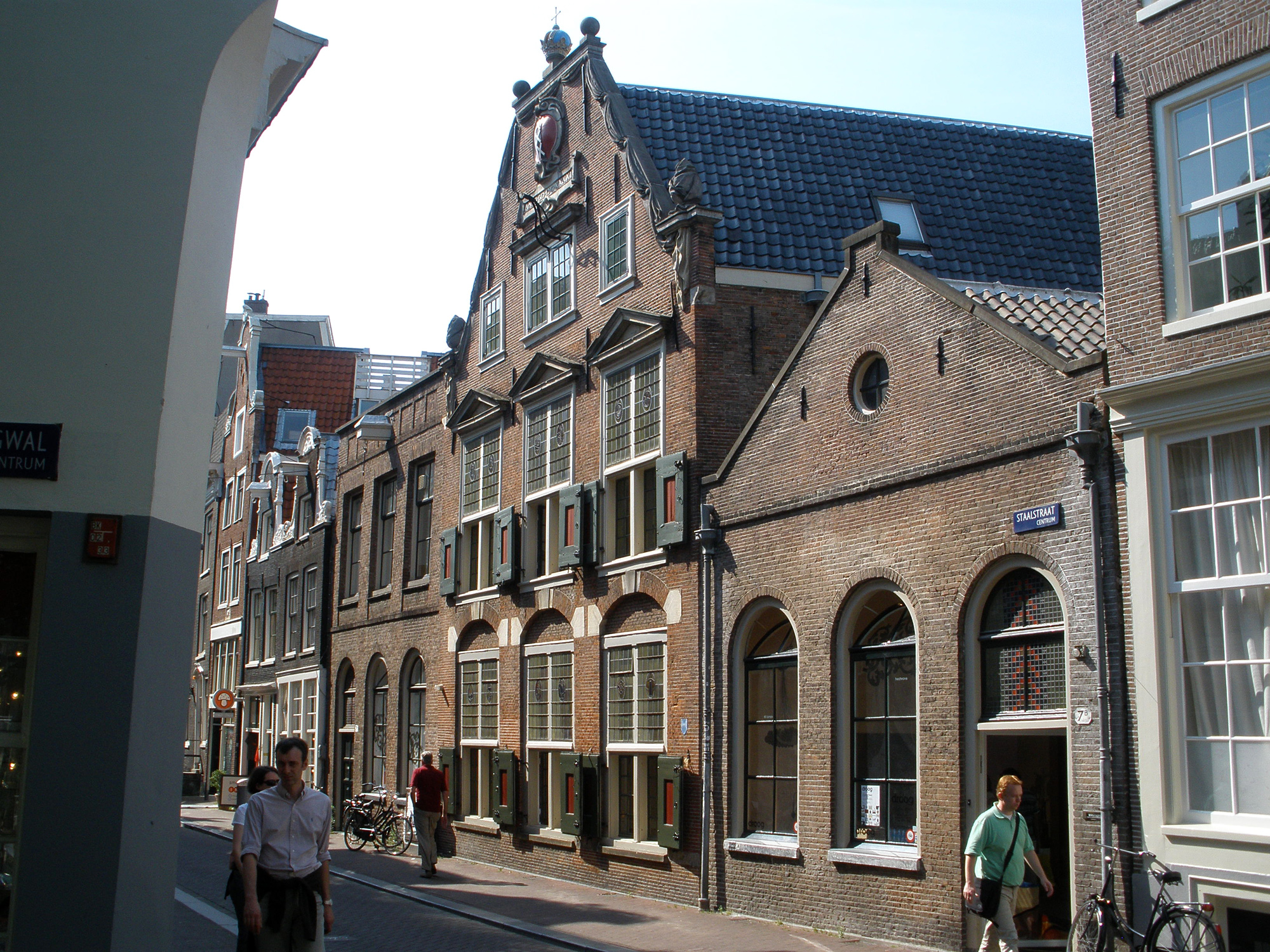
«Скучный зал» (Staalstraat). 1641. Амстердам
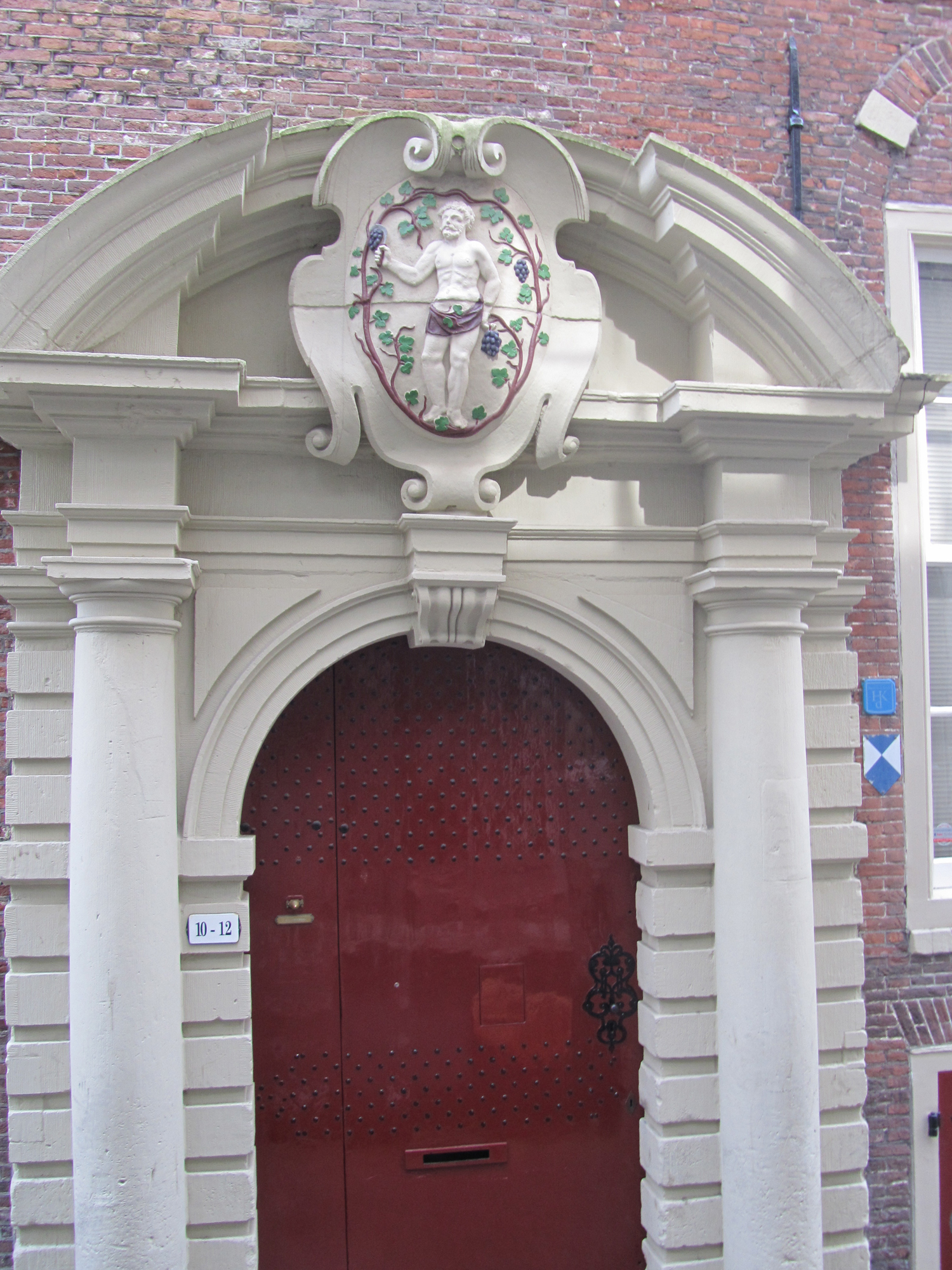
Ворота дома гильдии виноторговцев. 1633. Амстердам